# 陈继红
陈继红，中华人民共和国政治人物、全国脱贫攻坚先进个人。

## 生平
陈继红任天津开发区慈善协会秘书长。因在脱贫攻坚战中作出突出贡献，2021年2月25日全国脱贫攻坚总结表彰大会上，陈继红被授予“全国脱贫攻坚先进个人”。